# Cox’s Bazar
Cox’s Bazar (Bengalisch: কক্সবাজার, Kaksabājār) ist eine Stadt in Bangladesch, in der (2011) 223.522 Einwohner lebten, wobei die Bevölkerung in den 10 Jahren zuvor um mehr als acht Prozent im Jahr anwuchs. Mittlerweile dürfte die Einwohnerzahl deutlich höher liegen, unter anderem weil sich in direkter Nähe von  Cox’s Bazar das größte Flüchtlingslager der Welt, Flüchtlingslager Kutupalong, befindet, in dem 2023 über 600.000 geflüchtete Rohingya Zuflucht suchten.
Die Stadt liegt über 150 km südlich der Hafenstadt Chittagong am Golf von Bengalen und ist Verwaltungssitz des Distrikts Cox’s Bazar. Cox’s Bazar wurde nach dem britischen Offizier Hiram Cox, der für die East India Company arbeitete, benannt; Leutnant Cox starb 1798 in dem Ort.

## Verkehr und Infrastruktur
Es verkehren Fähren zu der südlich gelegenen St. Martin’s Island und es gibt einen Flughafen, von dem Flüge in die Hauptstadt Dhaka angeboten werden. Ein Anschluss von Cox’s Bazar an das durch Bangladesh Railway betriebene bangladeschische Eisenbahnnetz ist geplant. Am 28. September 2016 wurden Pläne vorgestellt, nach denen eine 102 Kilometer lange Eisenbahntrasse zwischen Cox’s Bazar und der Eisenbahnstation Dohazari bei Chittagong erbaut werden soll. Die Finanzierung soll zum Teil über einen Kredit der Asiatischen Entwicklungsbank erfolgen.
In Cox’s Bazar befindet sich der Land-Anschluss von Bangladesch an das SEA-ME-WE-4-Seekabel.

## Besonderheiten und Sehenswürdigkeiten
Ein beliebtes Ziel in- und ausländischer Touristen ist der 120 km lange Sandstrand bei Cox's Bazar, der die Stadt zum größten Badeort in Bangladesch macht. 
Weitere Sehenswürdigkeiten sind der Himchari National Park, ein kleiner Nationalpark südlich der Stadt, das buddhistische Aggmeda-Chyang-Kloster und der Dulhazra Safari Park. Bedingt durch die relative Nähe der Grenze zu Myanmar sind buddhistische Kultstätten deutlich häufiger zu finden als im übrigen Bangladesch.
Cox's Bazar ist außerdem für seine Fischerei bekannt.

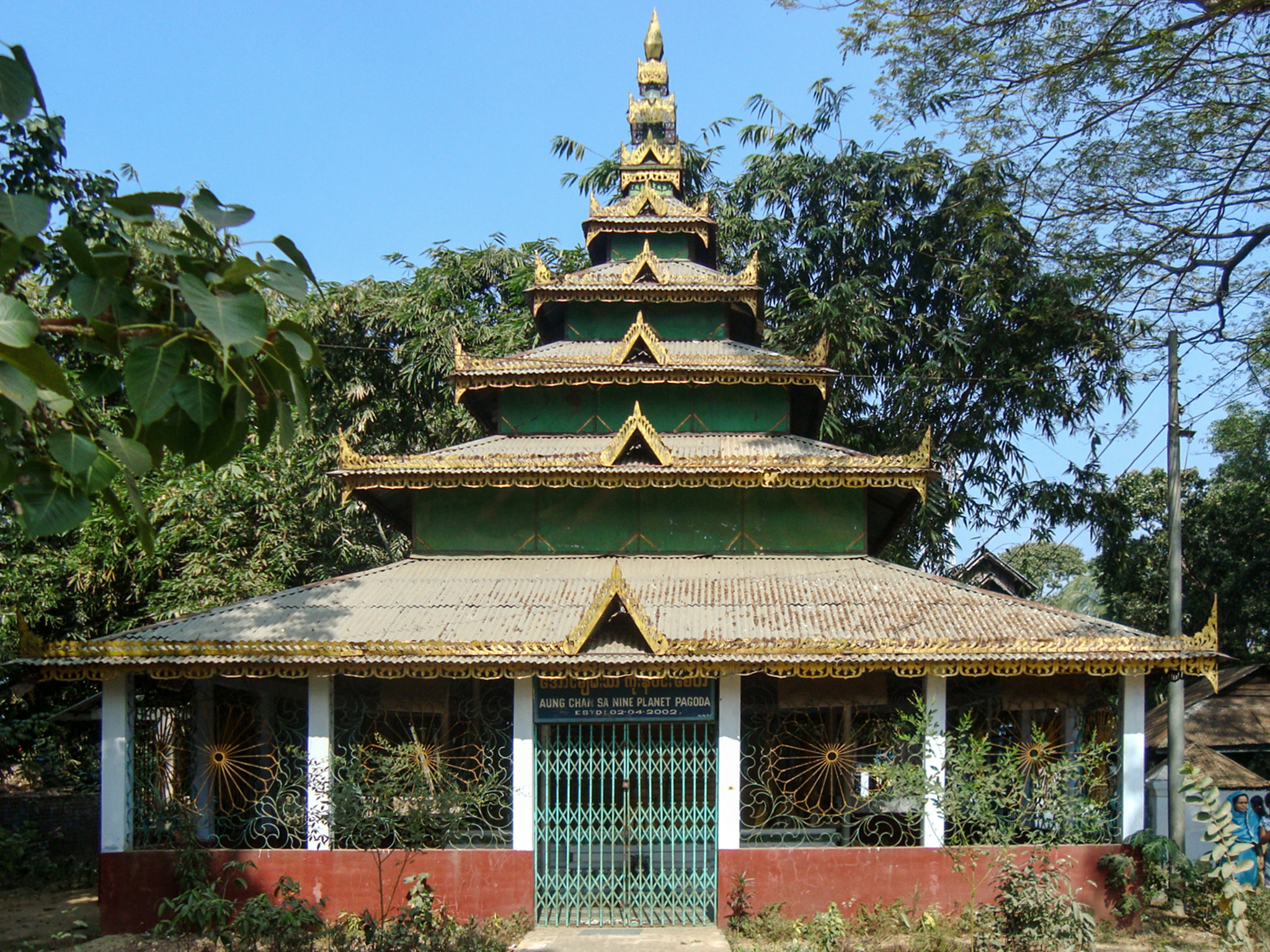
Aung Chan Sa Neun-Planeten-Pagode in Cox’s Bazar
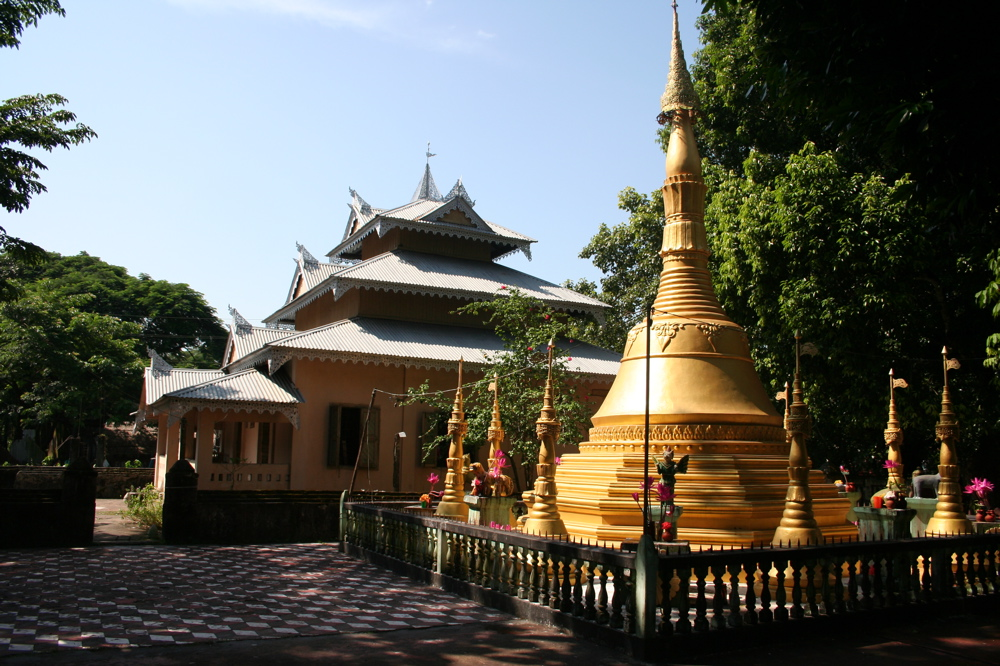
Buddhistischer Tempel auf der Maheshkali-Insel nahe Cox’s Bazar
Seekabel-Station
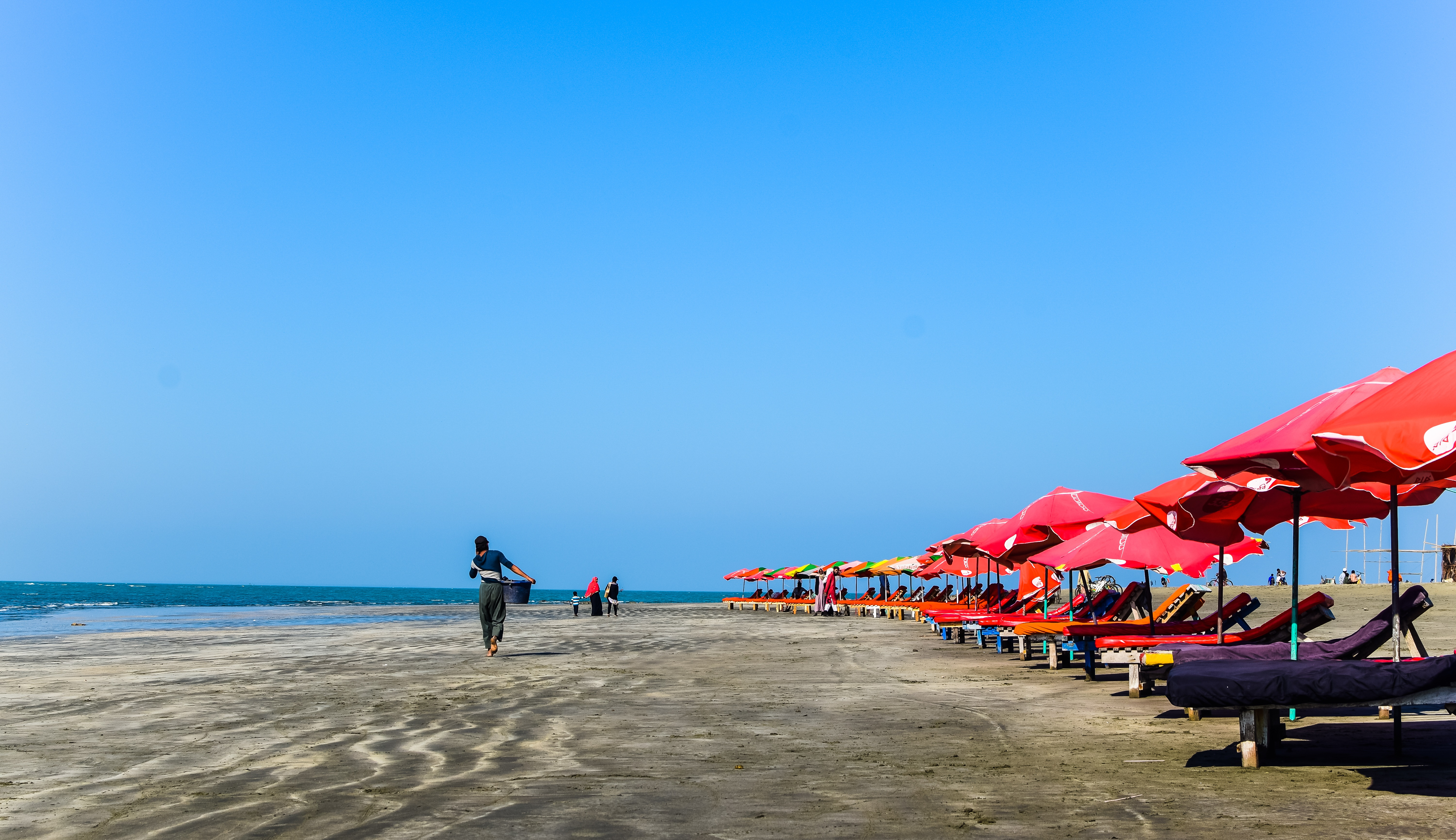
Strand von Cox’s Bazar

## Klima
Das Klima in Cox’s Bazar ist feucht-heiß und stark durch den Monsun bestimmt.
|                       | Jan  | Feb  | Mär  | Apr   | Mai   | Jun   | Jul   | Aug   | Sep   | Okt   | Nov   | Dez  |   |         |
| Mittl. Tagesmax. (°C) | 26,7 | 28,5 | 30,9 | 32,1  | 32,3  | 30,7  | 30,0  | 30,2  | 30,9  | 31,6  | 30,0  | 27,5 | ⌀ | 30,1    |
| Mittl. Tagesmin. (°C) | 15,0 | 17,0 | 20,7 | 23,9  | 25,1  | 25,2  | 25,1  | 25,0  | 25,0  | 24,3  | 21,1  | 16,5 | ⌀ | 22      |
|                       |      |      |      |       |       |       |       |       |       |       |       |      |   |         |
| Niederschlag (mm)     | 4,1  | 17,0 | 34,7 | 121,8 | 286,8 | 801,9 | 924,6 | 667,1 | 330,1 | 213,6 | 109,4 | 13,0 | Σ | 3.524,1 |

| 15,0 |

| 17,0 |

| 20,7 |

| 23,9 |

| 25,1 |

| 25,2 |

| 25,1 |

| 25,0 |

| 25,0 |

| 24,3 |

| 21,1 |

| 16,5 |

| 15,0 |

| 17,0 |

| 20,7 |

| 23,9 |

| 25,1 |

| 25,2 |

| 25,1 |

| 25,0 |

| 25,0 |

| 24,3 |

| 21,1 |

| 16,5 |

## Bevölkerungsentwicklung
| Jahr | Einwohnerzahl |
| ---- | ------------- |
| 1974 | 15.720        |
| 1981 | 29.614        |
| 1991 | 46.887        |
| 2001 | 51.918        |
| 2011 | 223.522       |